# Guo Oriental
date exacte controversée – 767 av.J.-C.
Entités précédentes :
- dynastie Shang ou Guo Occidental

Entités suivantes :
- État de Zheng

le Guo Oriental (chinois simplifié : 东虢 ; chinois traditionnel : 東虢 ; pinyin : Dōng Guó), ou Guo de l'Est, est un état chinois vassal de la dynastie des Zhou occidentaux (1046-770 av . J.C).
Selon les anciennes chroniques qui nous sont parvenues, après que le roi Wu de Zhou ait détruit la dynastie Shang en 1046 av J.C, ses deux oncles ont reçu des terres comme récompense pour avoir aidé leur neveu à prendre le pouvoir. Un de ces territoires, connu sous le nom de Guo Occidental, est à Yongdi et l'autre, le Guo Oriental, à Zhidi (chinois : 制地) (aujourd'hui Xingyang, Henan ). Cependant, ce récit de la fondation du Guo Oriental est remis en question par des érudits modernes tels que Li Feng, qui pensent qu'il a été fondé plus tard, par une sous-branche de la famille régnante du Guo Occidental.
Quelles que soient ses origines, le Guo Oriental disparait pendant la Période des Printemps et Automnes (770-475 avant notre ère), conquis par l'État de Zheng en 767 avant notre ère.